# 呂興周 (明朝)
呂興周（1550年—？），字維師，廣西桂林中衛官籍，湖廣武昌府大冶縣人，明朝政治人物。

## 生平
萬曆四年（1576年）丙子科廣西鄉試第九名，萬曆五年（1577年）丁丑科會試第八十五名，登二甲第三十八名進士。授禮部祠祭司主事，後遷員外、郎中。當時福藩朱常洵因母親鄭貴妃得竉，陰謀奪嫡，明神宗打算三王並封，呂興周上疏為皇長子朱常洛爭取。十九年（1591年）闰三月，轉光祿寺少卿，十二月再擢升為應天府丞。

## 家族
曾祖呂綱，贈光祿大夫柱國少保兼太子太傅吏部尚書武英殿大學士；祖父呂璋，曾任知縣 贈光祿大夫柱國少保兼太子太傅吏部尚書武英殿大學士；父呂調陽，光祿大夫柱國少保兼太子太傅吏部尚書武英殿大學士。前母朱氏（累贈一品夫人）；母張氏（累封一品夫人）。具庆下。弟興齊、興文、興武。